# XPInstall
XPInstall(Cross-Platform Install)은 모질라 애플리케이션 스위트, 시몽키, 모질라 파이어폭스, 모질라 선더버드 및 기타 XUL 기반 응용 프로그램에서 기본 응용 프로그램에 기능을 추가하는 모질라 확장 기능을 설치하는 데 사용되는 기술이다.
XPI("zippy"로 발음하고 XPInstall에서 파생됨) 설치 프로그램 모듈은 파일 루트에 있는 설치 스크립트 또는 매니페스트와 여러 데이터 파일을 포함하는 ZIP 파일이다.
모질라, 파이어폭스 0.7 이전 및 0.5 이전에서 패키지에는 파일 및 디렉터리 추가, 오래되거나 사용되지 않는 파일 제거 및 설치 중에 수행할 작업에 대한 일부 지시문과 함께 자바스크립트 설치 스크립트(install.js)가 포함되어 있었다. 디렉토리, 명령줄 도구 실행 등. 중간 버전의 Firefox 및 선더버드 버전에서는 설치 스크립트가 크롬 매니페스트 및 RDF 파일(install.rdf)로 대체되었다. 파이어폭스 버전 45부터 유일한 필수 파일은 manifest.json이다.
파이어폭스 1.0부터 모질라 추가 기능 이외의 사이트의 XPI는 기본적으로 차단된다. 이는 초보 사용자가 컴퓨터 바이러스, 트로이 목마, 스파이웨어 등 악성 프로그램을 설치하는 것을 방지하기 위한 시도였다. XPI를 설치할 수 있는 사이트를 제한하는 화이트리스트에 사이트를 추가하는 것이 가능하지만, 악성 사이트는 (사람의 개입 없이) 백그라운드에서 확장 프로그램을 설치할 수 없다. 확장 프로그램을 설치할 때마다 확인 대화 상자에 응답해야 하기 때문이다.
그러나 사용자는 신뢰할 수 있는 소스의 확장 프로그램만 설치하는 것이 좋다.

## XPInstall 내장 지원 애플리케이션

### 웹 브라우저
- 모질라 애플리케이션 스위트
- 모질라 파이어폭스
- 플로크
- 시몽키
- 넷스케이프 브라우저

### 기타 애플리케이션
- Nvu
- 송버드 (소프트웨어)
- 모질라 선버드
- 모질라 선더버드
- 구글 기어스

## 같이 보기
- 모질라 압축 형식